# 约德尔唱法
约德尔唱法（英語：Yodeling），又稱約德爾調、岳得尔歌，是一种伴随快速、重复地进行胸声—头声間转换的大跨度音阶歌唱形式。产生一串高-低-高-低的声音。这种利用人声的演奏技巧在全世界许多文化中都可以找到。

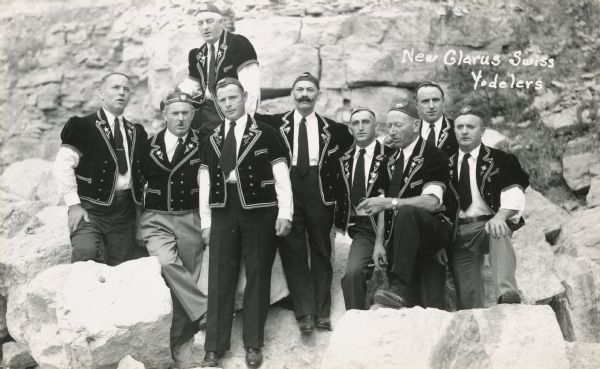
美国威斯康星州一个身着瑞士服装的约德尔乐队

## 演奏技巧
所有的人声通常被认为拥有至少两种音域－胸声（或真声）、头声（或假声）。它们是人体用两种不同的方式产生的。大多数人可以在一个相对较低的音调范围内用胸声唱歌，还可以在一个相对较高的音调范围内用头声唱歌。在两个范围之间转换常常会有中断，特别是对那些不熟练或者没有经过训练的歌手。经验丰富的歌手可以控制他们的声音在这两个音域里重叠，可以在它们之间自如转换来在两边产生高品質的声音。约德尔唱法就是这种演奏技巧中最成熟的一种了，歌手可以高声地用同一个音调在这些音域中来回转换。来回重复这种”变化音调“产生了一种特殊的声音。
举例来说，在著名的音节「Yodl - Ay - EEE - Ooooo」中，「EEE」是用头音来唱的，其他的则是用胸音来唱。

## 历史
约德尔唱法源于瑞士阿尔卑斯山区，是早期瑞士与奥地利的牧民用于呼唤牛群、羊群以及进行远距离交流的喊叫声。是传统音乐中较具特色的一种山歌唱法。
在波斯和亚塞拜然的古典音乐裡，歌手经常使用「tahrir」，一种在不和谐音程间摆动约德尔演奏技巧。在格鲁吉亚传统音乐裡，约德尔吸收了"krimanchuli"的演奏技巧。
在中非，俾格米族歌手在它们创造的复音音乐中加入了约德尔调的元素。约德尔调也常用在美国的蓝草音乐和乡村音乐中。

## 人物
- 乡村/西方 约德尔 的作品从Elton Britt, Wilf Carter, Yodelin' Slim Clark, 史林·惠特曼，还有比利时的艺人Bobbejaan Schoepen, Patsy Montana,Doug Green,Wylie Gufstafson，和比爾·哈利录制的早期摇滚唱片中找到 。乐队合唱团在Up On Cripple Creek中使用了约德尔唱法。最值得主意的乡村和西方歌手是录制了超过一打叫做'蓝色约德尔'的唱片的先锋明星吉米·罗杰斯。金·奧崔是另一个约德尔风格歌手。 最近, 德克萨斯州的Don Walser 成为了所有乡村约德尔歌手中取得最多赞扬和成功的商业运作的歌手。 那时瑞典的「dansband」，流行音乐与乡村音乐 歌手Kikki Danielsson也录制了一些包含了她唱的约德尔歌片断的曲目。
- 1974年動畫《小天使》日本主題曲《おしえて》（詞：岸田衿子、曲：渡辺岳夫）。
- 閩南語歌曲《山頂黑狗兄》洪一峰，庾澄慶，翻唱自Leslie Sarony的Fine Alpine Milkman，日語版為中野忠晴的《山の人気者》。
- 弗朗茨·朗：来自德国巴伐利亚的约德尔调歌手，还撰写了几本约德尔唱法的书籍。
- 石井健雄：旅德日本聲樂家，因為在Chicken Attack一曲中使用約德爾唱法而在網路爆紅。
- 《音樂之聲》中的《孤独的牧羊人（英语：The Lonely Goatherd）》。